# Armeens-Katholieke Kerk
De Armeens-Katholieke Kerk (Armeens: Հայ Կաթողիկե Եկեղեցի, Hay Gatoğighé Yegheğeţi) is een Armeense Kerk geünieerd met de Kerk van Rome. Ze behoort tot de oosters-katholieke kerken. Deze kerk volgt de Armeense liturgie en gebruikt als liturgische taal het Armeens. Zij gebruikt de gregoriaanse kalender.
De Armeens-Katholieke Kerk is ontstaan - in de 18e eeuw - door afsplitsing van de Armeens-Apostolische Kerk, die zelf in 505 brak met de andere kerken, omdat ze niet akkoord ging met de uitspraken van het Concilie van Chalcedon van 451.

## Geschiedenis
In de 12e eeuw ontstonden nauwe banden tussen de kruisvaarders en leden van de Armeense adel in het koninkrijk Cilicië. In 1195 poogde een aantal bisschoppen, om politieke redenen, de band met de Rooms-Katholieke Kerk te herstellen.
Als gevolg van de invallen van Timoer Lenk aan het eind van de 14e eeuw werd het koninkrijk Cilicië vernietigd en werden de contacten met Rome verbroken. Gedurende de 15e eeuw werden opnieuw contacten aangeknoopt. Vanaf de 16e eeuw waren er regelmatig katholieke missionarissen in Armenië.
In 1742 werd het Armeens-katholieke patriarchaat van Cilicië opgericht. Benedictus XIV benoemde de Armeens-katholieke bisschop Abraham Ardzivian tot patriarch.

## Huidige situatie
De zetel van het patriarchaat bevindt zich in Bzommar nabij Beiroet, Libanon. Raphaël Bedros XXI Minassian is sinds 23 september 2021 katholikos-patriarch van deze kerk. Hij is de 21e patriarch sinds het begin van de unie van de kerk met de Rooms-Katholieke Kerk.
De kerk is verdeeld in een aantal archiëparchieën en eparchieën en heeft voor haar diaspora een exarchaat in Mexico. Er zijn ook ordinariaten voor Griekenland, Roemenië en Oost-Europa.
De Kerk telt ongeveer 376.000 gelovigen. Daarvan leven er 60.000 in het Midden-Oosten en 95.000 in de diaspora in Frankrijk, Griekenland, Roemenië, Brazilië, Mexico, de Verenigde Staten en Canada.
In 1991 werd in Gjoemri, Armenië het "Ordinariaat voor Armeense katholieken in Oost-Europa" opgericht. Dit Ordinariaat is verantwoordelijk voor Georgië, Rusland en Oekraïne en telt samen 220.000 gelovigen.
In de 17e eeuw ontstond er onafhankelijk van de ontwikkelingen in Armenië en het Midden-Oosten een Armeens Katholiek bisdom in Lviv in Oekraïne. De Tweede Wereldoorlog maakte aan deze circa 5000 gelovigen tellende groepering een einde. Een aantal overlevenden leeft in Zweden, waar hun ritus binnen de Katholieke Kerk wordt gepraktiseerd.